# Li (Changde)
Li (chinesisch 澧县, Pinyin Lǐ Xiàn) ist ein Kreis der bezirksfreien Stadt Changde in der chinesischen Provinz Hunan. Er hat eine Fläche von 2.074,8 Quadratkilometern und zählt 721.927 Einwohner (Stand: 2020).
Die neolithische Chengtoushan-Stätte (Chengtoushan yizhi 城头山遗址), die Pengtoushan-Stätte (Pengtoushan yizhi 彭头山遗址), die namensgebende Stätte der neolithischen Pengtoushan-Kultur, die Bashidang-Stätte (Bashidang yizhi 八十垱遗址), ebenfalls eine neolithische Stätte der Pengtoushan-Kultur, sowie der Gedächtnisbogen der Yu-Familie (Yujia beifang 余家碑坊) stehen auf der Liste der Denkmäler der Volksrepublik China.

## Administrative Gliederung
Auf Gemeindeebene setzt sich der Kreis aus vierzehn Großgemeinden und achtzehn Gemeinden zusammen. 